# گرنویو (ویرجینیای غربی)
گرنویو(به انگلیسی: Greenview) شهری در ایالت ویرجینیای غربی کشور ایالات متحده آمریکا است که جمعیت آن در سرشماری سال ۲۰۱۰ میلادی، ۳۷۸ نفر بوده‌است.